# Paola (Kansas)
Paola és una població dels Estats Units a l'estat de Kansas. Segons el cens del 2000 tenia 5.011 habitants.

## Demografia
Segons el cens del 2000, Paola tenia 5.011 habitants, 1.927 habitatges, i 1.244 famílies. La densitat de població era de 475,4 habitants/km².
Dels 1.927 habitatges en un 34,7% hi vivien nens de menys de 18 anys, en un 48,3% hi vivien parelles casades, en un 12,1% dones solteres, i en un 35,4% no eren unitats familiars. En el 31,1% dels habitatges hi vivien persones soles el 14,8% de les quals corresponia a persones de 65 anys o més que vivien soles. El nombre mitjà de persones vivint en cada habitatge era de 2,45 i el nombre mitjà de persones que vivien en cada família era de 3,08.
Per edats la població es repartia de la següent manera: un 28,1% tenia menys de 18 anys, un 8,5% entre 18 i 24, un 28,4% entre 25 i 44, un 19,4% de 45 a 60 i un 15,6% 65 anys o més.
L'edat mediana era de 35 anys. Per cada 100 dones de 18 o més anys hi havia 85,1 homes.
La renda mediana per habitatge era de 37.285 $ i la renda mediana per família de 50.804 $. Els homes tenien una renda mediana de 36.209 $ mentre que les dones 22.392 $. La renda per capita de la població era de 22.191 $. Entorn del 4,4% de les famílies i el 9% de la població estaven per davall del llindar de pobresa.

## Poblacions més properes
El següent diagrama mostra les poblacions més properes.